# The Elder Scrolls VI
The Elder Scrolls VI (рабочее название) — будущая компьютерная игра в жанре Action/RPG с открытым миром, разрабатываемая студией Bethesda Game Studios и планируемая к выпуску компанией Bethesda Softworks. Должна стать шестой частью в серии The Elder Scrolls.
Предварительная разработка игры началась в 2018 году, её анонс состоялся на конференции E3 в том же году. В 2023 году начался этап активной разработки.

## Разработка
В июне 2016 года директор и исполнительный продюсер Bethesda Game Studios Тодд Говард подтвердил, что студия собирается разработать новую игру в серии The Elder Scrolls, но предупредил, что её разработка займёт много времени.
В сентябре 2020 года компания Microsoft заключила соглашение о покупке ZeniMax Media (материнской компании Bethesda Softworks) за 7,5 млрд долларов, таким образом став владельцем Bethesda Game Studios, которая стала частью Xbox Game Studios. После этого неоднократно подчёркивалось, что игра станет эксклюзивом для Windows и для консолей Xbox.
В 2021 году Тодд Говард подтвердил, что игра будет использовать движок Creation Engine 2, который впервые используется в игре Starfield.
В августе 2023 года Тодд Говард заявил, что хочет сделать The Elder Scrolls VI «идеальным симулятором фэнтезийного мира». Активная разработка игры началась в том же месяце, после завершения разработки игры Starfield.

## Релиз
Игра была официально анонсирована на конференции Electronic Entertainment Expo 2018 10 июня 2018 года, когда Тодд Говард презентовал короткий тизер и сообщил, что игра находится на этапе предварительного производства, а её релиз состоится после выхода игр Fallout 76 (2018) и Starfield (2023).
В 2021 году Тодд Говард предположил, что игра выйдет через 15—17 лет после выхода Skyrim.
Релиз игры ожидается не ранее 2026 года, вероятнее всего — в 2028 году.